# Matheus (football, janvier 1992)
Pour les articles homonymes, voir Matheus.
Matheus Borges Domingues, plus connu en tant que Matheus, né le 22 janvier 1992 à Americana au Brésil, est un footballeur brésilien. Il évolue actuellement au Royal Antwerp FC au poste de défenseur central.

## Biographie
Matheus commence sa carrière professionnelle au Londrina EC en deuxième division brésilienne. Après deux ans au sein du club brésilien, il rejoint le Royal Antwerp FC, club promu en première division belge.

## Statistiques
| Saison                | Club                   | Championnat           | Championnat | Championnat | Coupe(s) nationale(s) | Coupe(s) nationale(s) | Compétition(s) continentale(s) | Compétition(s) continentale(s) | Compétition(s) continentale(s) | Total | Total |
| Saison                | Club                   | Division              | M.          | B.          | M.                    | B.                    | Comp.                          | M.                             | B.                             | M.    | B.    |
| 2015-2016             | Londrina Esporte Clube | Série B               | 21          | 0           | 0                     | 0                     | -                              | 0                              | 0                              | 21    | 0     |
| 2016-2017             | Londrina Esporte Clube | Série B               | 14          | 1           | 0                     | 0                     | -                              | 0                              | 0                              | 14    | 1     |
| Sous-total            | Sous-total             | Sous-total            | 35          | 1           | 0                     | 0                     | -                              | 0                              | 0                              | 35    | 1     |
| 2017-2018             | Royal Antwerp FC       | Division 1A           | 32          | 3           | 2                     | 1                     | -                              | 0                              | 0                              | 34    | 4     |
| 2018-2019             | Royal Antwerp FC       | Division 1A           | 1           | 0           | 0                     | 0                     | -                              | 0                              | 0                              | 1     | 0     |
| Sous-total            | Sous-total             | Sous-total            | 33          | 3           | 2                     | 1                     | -                              | 0                              | 0                              | 35    | 4     |
| Total sur la carrière | Total sur la carrière  | Total sur la carrière | 68          | 4           | 2                     | 1                     | -                              | 0                              | 0                              | 70    | 5     |